# (2841) Puijo
(2841) Puijo ist ein Asteroid des Hauptgürtels, der am 26. Februar 1943 von der finnischen Astronomin Liisi Oterma in Turku entdeckt wurde.
Der Name des Asteroiden ist von dem Hügel Puijo in Kuopio am See Kallavesi abgeleitet.